# Патрік Лайне
Патрік Лайне (фін. Patrik Laine, нар. 19 квітня 1998, Тампере) — фінський хокеїст, крайній нападник клубу НХЛ «Вінніпег Джетс». Гравець збірної команди Фінляндії.

## Ігрова кар'єра
Хокейну кар'єру розпочав на батьківщині 2013 року виступами за команду «Таппара». В основному складі клубу дебютував у сезоні 2014/15 але більшість ігрової практики в нього була в друголіговому клубі «Лекі». Сезон 2015/16 Патрік повністю відіграв за команду з Тампере показавши чудові результати, як для сімнадцятирічного гравця.
2016 року був обраний на драфті НХЛ під 2-м загальним номером командою «Вінніпег Джетс». 3 липня 2016 Лайне та «Джетс» укладають трирічний контракт.
13 жовтня 2016 фін дебютує в НХЛ набравши в першому матчі два очка (1+1). 19 жовтня 2016 відзначається хет-триком в переможному матчі 5-4 проти «Торонто Мейпл Ліфс» та став наймолодшим представником не з Північної Америки, який відзначився тричі в одному матчі в віці 18 років та 118 днів. 8 листопада 2016 він стає автором другого хет-трику. У січні 2017 вперше брав участь в матчі всіх зірок НХЛ. 14 лютого 2017 третього хет-трику.
6 березня 2018 Патрік стає автором вже четвертого хет-трику. У плей-оф Кубка Стенлі 2018 він стає наймолодшим фіном (19 років та 357 днів), який коли-небудь відзначався в плей-оф.
Сезон 2018/19 відзначив спочатку п'ятим хет-триком в переможному матчі 4–2 проти «Флорида Пантерс», а 19 листопада 2018 і шостим також в переможному матчі 6–3 над «Ванкувер Канакс». 24 листопада 2018 Патрік закидає п'ять шайб в одному матчі, а саме проти «Сент-Луїс Блюз» 8–4, ставши таким чином 45-им гравцем, які коли-небудь закидали стільки шайб в одному матчі. 29 листопада 2018 фін закидає 100-ту шайбу в своїй кар'єрі. Ставши четвертим молодим гравцем, який досяг такого результату.

## На рівні збірних
Був гравцем юніорської збірної Фінляндія на чемпіонаті світу 2015 взявши участь у 7 матчах набрав 11 очок (8+3). Фіни здобули срібні нагороди, а Патрік увійшов до команди усіх зірок, обраних ЗМІ.
У складі молодіжної збірної Фінляндії став чемпіоном світу 2016 та також увійшов до команди усіх зірок, обраних ЗМІ. 
У складі національної збірної Фінляндії виступав на чемпіонаті світу 2016 та Кубку світу 2016.

## Нагороди та досягнення
- Чемпіон Фінляндії в складі «Таппара» — 2016.
- MVP плей-оф — 2016.
- Учасник матчу всіх зірок НХЛ — 2017.
- Найкращий нападник чемпіонату світу — 2016.

## Статистика

### Клубні виступи
| Сезон        | Клуб             | Ліга         | Регулярний сезон | Регулярний сезон | Регулярний сезон | Регулярний сезон | Регулярний сезон | Плей-оф | Плей-оф | Плей-оф | Плей-оф | Плей-оф |
| Сезон        | Клуб             | Ліга         | І                | Г                | П                | О                | ШХ               | І       | Г       | П       | О       | ШХ      |
| ------------ | ---------------- | ------------ | ---------------- | ---------------- | ---------------- | ---------------- | ---------------- | ------- | ------- | ------- | ------- | ------- |
| 2013–14      | «Таппара» Jr.    | Фін-Jr.      | 40               | 26               | 11               | 37               | 43               | 1       | 0       | 0       | 0       | 0       |
| 2014–15      | «Таппара» Jr.    | Фін-Jr.      | 6                | 4                | 1                | 5                | 4                | —       | —       | —       | —       | —       |
| 2014–15      | «Таппара»        | СМ-Л         | 6                | 0                | 1                | 1                | 2                | —       | —       | —       | —       | —       |
| 2014–15      | «Лекі»           | Фін. 2       | 36               | 5                | 7                | 12               | 14               | 2       | 0       | 0       | 0       | 2       |
| 2015–16      | «Таппара»        | Лійга        | 46               | 17               | 16               | 33               | 6                | 18      | 10      | 5       | 15      | 6       |
| 2016–17      | «Вінніпег Джетс» | НХЛ          | 73               | 36               | 28               | 64               | 26               | —       | —       | —       | —       | —       |
| 2017–18      | «Вінніпег Джетс» | НХЛ          | 82               | 44               | 26               | 70               | 24               | 17      | 5       | 7       | 12      | 4       |
| 2018–19      | «Вінніпег Джетс» | НХЛ          | 82               | 30               | 20               | 50               | 24               | 6       | 3       | 1       | 4       | 0       |
| Усього в НХЛ | Усього в НХЛ     | Усього в НХЛ | 237              | 110              | 74               | 184              | 92               | 23      | 8       | 8       | 16      | 4       |

### Збірна
| Рік                | Команда            | Турнір             | Місце              |    | І  | Г | П  | О | ШХ |
| ------------------ | ------------------ | ------------------ | ------------------ | -- | -- | - | -- | - | -- |
| 2014               | Фінляндія          | МІГ18              | 5-е                | 3  | 1  | 0 | 1  | 2 |    |
| 2015               | Фінляндія          | ЮЧС18              | 2                  | 7  | 8  | 3 | 11 | 0 |    |
| 2016               | Фінляндія          | МЧС                | 1                  | 7  | 7  | 6 | 13 | 6 |    |
| 2016               | Фінляндія          | ЧС                 | 2                  | 10 | 7  | 5 | 12 | 4 |    |
| 2016               | Фінляндія          | КС                 | 8-е                | 3  | 0  | 0 | 0  | 0 |    |
| Молодіжна збірна   | Молодіжна збірна   | Молодіжна збірна   | Молодіжна збірна   | 17 | 16 | 9 | 25 | 8 |    |
| Національна збірна | Національна збірна | Національна збірна | Національна збірна | 13 | 7  | 5 | 12 | 4 |    |